# Don't Ever Go
Don't Ever Go is de naam van de derde single van Born Crain, uitgebracht in België op 14 september 2006. Het nummer staat ook op Born Crains debuutalbum Fools Rush In, samen met tien andere tracks, waaronder zijn twee eerder uitgebrachte singles. Don't Ever Go werd niet veel later ook gekozen als soundtrack voor de tweede reeks van de misdaadserie Aspe op VTM. De opvolger van Don't Ever Go was Walking in the Sun, die vanaf januari 2007 legaal van het internet kon worden gedownload. Deze track is eveneens te vinden op Born Crains debuut-cd.

## Ultratop 50
| Single met hitnotering(en) in de Vlaamse Ultratop 50 | Datum van verschijnen | Datum van binnenkomst | Hoogste positie | Aantal weken | Opmerkingen      |
| ---------------------------------------------------- | --------------------- | --------------------- | --------------- | ------------ | ---------------- |
| Don't Ever Go                                        | 14-09-2006            | 30-09-2006            | 5               | 19           | Titelsong "Aspe" |